# Politikens filmjournal 118
|  | Denne artikel er oprettet af botten Steenthbot ud fra en ekstern database. Den kan derfor have sproglige fejl eller mangler. Denne skabelon kan fjernes efter kontrol af indholdet. |

Politikens filmjournal 118 er en dansk dokumentarfilm fra 1951.

## Handling
Synopsis fra Ole Brages katalog (se også kilde)
1) Det engelske tronfølgerpar hjemme igen (1.19 min.)
2) USA. Kvindelig militærpaarde (0.26)
3) Civilforsvarsøvelse i New York (0.36)
4) Vinterhaven i Forum åbner (1.06)
5) Slangegift som medicin (0.52)
6) Militærparade for kong Boudouin (0.27)
7) Verdens største gravko (0.25)
8) Opelfabrikkernes bilprøvebane (0.34)
9) Børnemodeshow (0.58)
10) Katastrofen på Holmen (2.29)